# Ruta Estatal de Nevada 579
La Ruta Estatal de Nevada 579, y abreviada SR 579 (en inglés: Nevada State Route 579) es una carretera estatal estadounidense ubicada en el estado de Nevada. La carretera inicia en el Oeste desde la SR 599     en Las Vegas hacia el Este en la Las Vegas Boulevard in Las Vegas. La carretera tiene una longitud de 3,6 km (2.206 mi).

## Mantenimiento
Al igual que las autopistas interestatales, y las rutas federales y el resto de carreteras estatales, la Ruta Estatal de Nevada 579 es administrada y mantenida por el Departamento de Transporte de Nevada por sus siglas en inglés Nevada DOT.